# Християн Ульссон
Християн Ульссон  (швед. Christian Olsson, 25 січня 1980) — шведський легкоатлет, олімпійський чемпіон.

## Виступи на Олімпіадах
| Олімпіада   | Дисципліна        | Місце             |
| ----------- | ----------------- | ----------------- |
| Сідней 2000 | потрійний стрибок | 17 (кваліфікація) |
| Афіни 2004  | потрійний стрибок | 1                 |